# I Believe (DJ Khaled)
I Believe è un singolo del disc jockey statunitense DJ Khaled, realizzato in collaborazione con la cantante statunitense Demi Lovato. Il brano è stato pubblicato il 9 marzo 2018 ed è estratto dalla colonna sonora del film Nelle pieghe del tempo (A Wrinkle in Time).

## Tracce
- Download digitale

1. I Believe (feat. Demi Lovato) – 3:45